# آناتون (ویسکانسین)
آناتون (به انگلیسی: Annaton) یک منطقهٔ مسکونی در ایالات متحده آمریکا است که در کلیفتن واقع شده است. آناتون ۲۷۳٫۱ متر بالاتر از سطح دریا واقع شده است.